# أروندسيمنت أوف ثوين
أروندسيمنت أوف ثوين  هي دائرة إدارية في بلجيكا، تتبع هينو.

## التقسيمات الإدارية
- Anderlues [الإنجليزية]‏
- Beaumont, Belgium [الإنجليزية]‏
- بينشي
- Chimay [الإنجليزية]‏
- Erquelinnes [الإنجليزية]‏
- Estinnes [الإنجليزية]‏
- Froidchapelle [الإنجليزية]‏
- Ham-sur-Heure-Nalinnes [الإنجليزية]‏
- Lobbes [الإنجليزية]‏
- Merbes-le-Château [الإنجليزية]‏
- Momignies [الإنجليزية]‏
- Morlanwelz [الإنجليزية]‏
- سفري رنص
- Thuin [الإنجليزية]‏.